# Bornes de sauveté de Mimizan
Les bornes ou pyramides de sauveté de Mimizan sont un ensemble de cinq piles de pierres maçonnées délimitant le périmètre de l'ancienne sauveté de Mimizan, dans le département français des Landes. Elles sont inscrites aux monuments historiques par arrêté du 13 juin 1941.

## Présentation
Aux Ve, VIe et VIIe siècles, l'Église catholique établit des premiers asiles dans ses monastères, cimetières ou églises paroissiales. Plus tard, après les raids vikings, elle crée de vastes espaces autour de lieux de culte délimités par des bornes pour y établir la protection des populations contre les excès de la force brutale.
Concernant Mimizan, il est pour la première fois question de la « frangitas » d'un manse entre 1009 et 1032 à l'occasion de la confirmation par le duc Sanche Guillaume de la donation du prieuré bénédictin Sainte Marie à l'abbaye de Saint-Sever et ce n'est qu'en 1270 qu'il est pour la première fois fait mention de la « Salvitas » de Mimizan. Elle est originellement délimitée par sept à neuf bornes formant un polygone irrégulier de plus de 200 hectares. Cinq d'entre elles sont encore visibles de nos jours dont quatre sont accessibles au public, la cinquième étant située dans l'enceinte de la papeterie Gascogne Papier. Bâties originellement sur des monticules, ces hautes bornes en garluche ont la forme de pyramides élancées. S'élevant initialement à une hauteur de 4,10 à 4,50 mètres, elles sont espacées de 1800 mètres environ et surmontées d'une croix afin de les rendre visibles de loin depuis la plaine découverte.
Ainsi, durant le Moyen Age, la sauveté de Mimizan est centrée autour de l'église du prieuré bénédictin Sainte Marie dont il ne subsiste que le clocher-porche et bénéficie de franchises (ensemble de droits et de privilèges concédés par un souverain à un bourg) et de libertés accordées à la communauté installée dans ses limites :
« Les habitants de Mimizan doivent accorder protection à toute personne qui la requiert, protection qui doit être confirmée par le bailli. Tant que ces personnes demeureront dans les limites de la sauveté, le seigneur ne peut les arrêter, ni confisquer leurs biens »..
Les bornes de sauveté de Mimizan sont inscrites aux monuments historiques par arrêté du 13 juin 1941, pendant l'occupation allemande de la ville durant la Seconde guerre mondiale, du 28 juin 1940 au 24 août 1944.

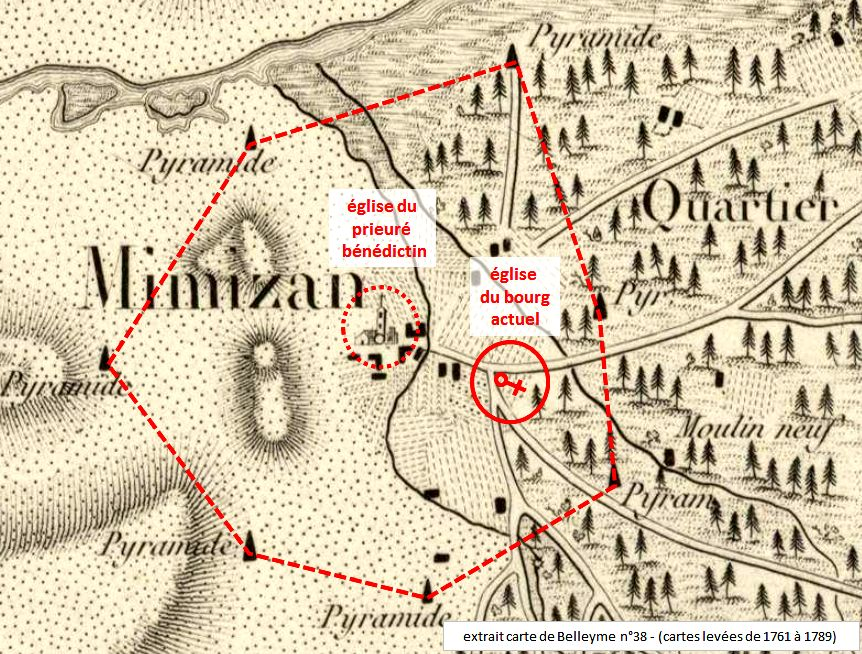
Sauveté de Mimizan (carte de Belleyme).

## Inventaire
La borne de Vigon n'occupe pas son emplacement d'origine, elle a été déplacée de quelques mètres en 1963 pour permettre la construction d'une maison. Avec la borne de Cantegrouilles (« chante grenouilles » en gascon), elle constitue un des vestiges les mieux conservés. Des deux bornes délimitant la partie sud de l'ancienne sauveté, il ne reste de nos jours que les fondations.
| Monument                                            | Commune | Adresse                         | Coordonnées                        | Notice         | Protection | Date         | Illustration                 |
| --------------------------------------------------- | ------- | ------------------------------- | ---------------------------------- | -------------- | ---------- | ------------ | ---------------------------- |
| Borne de Vigon                                      | Mimizan | Rue de la Sauvetat              | 44° 12′ 41″ nord, 1° 14′ 00″ ouest | « PA00083972 » | Inscrit MH | 13 juin 1941 | Borne de Vigon               |
| Borne de Cantegrouilles                             | Mimizan | Rue des Trois-Pignes            | 44° 12′ 35″ nord, 1° 14′ 29″ ouest | « PA00083972 » | Inscrit MH | 13 juin 1941 | Borne de Cantegrouilles      |
| Borne de sauveté (fondations)                       | Mimizan | Avenue de la Pyramide           | 44° 11′ 50″ nord, 1° 14′ 28″ ouest | « PA00083972 » | Inscrit MH | 13 juin 1941 | Borne de sauveté(fondations) |
| Borne de Cadette (fondations)                       | Mimizan | Avenue des Castors              | 44° 11′ 42″ nord, 1° 14′ 00″ ouest | « PA00083972 » | Inscrit MH | 13 juin 1941 | Borne de Cadette(fondations) |
| Borne de sauveté (vestige non accessible au public) | Mimizan | Dans l'enceinte de la papeterie | 44° 12′ 10″ nord, 1° 14′ 51″ ouest | « PA00083972 » | Inscrit MH | 13 juin 1941 | Image manquante Téléverser   |

## Galerie

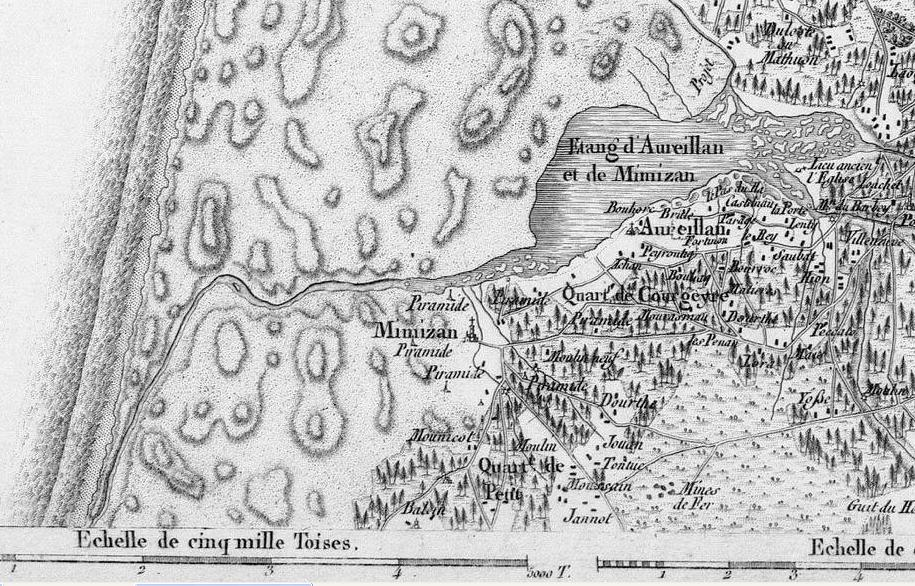
Extrait de la carte de Cassini (feuille n° 137) vers 1780, marquant l'emplacement des pyramides.
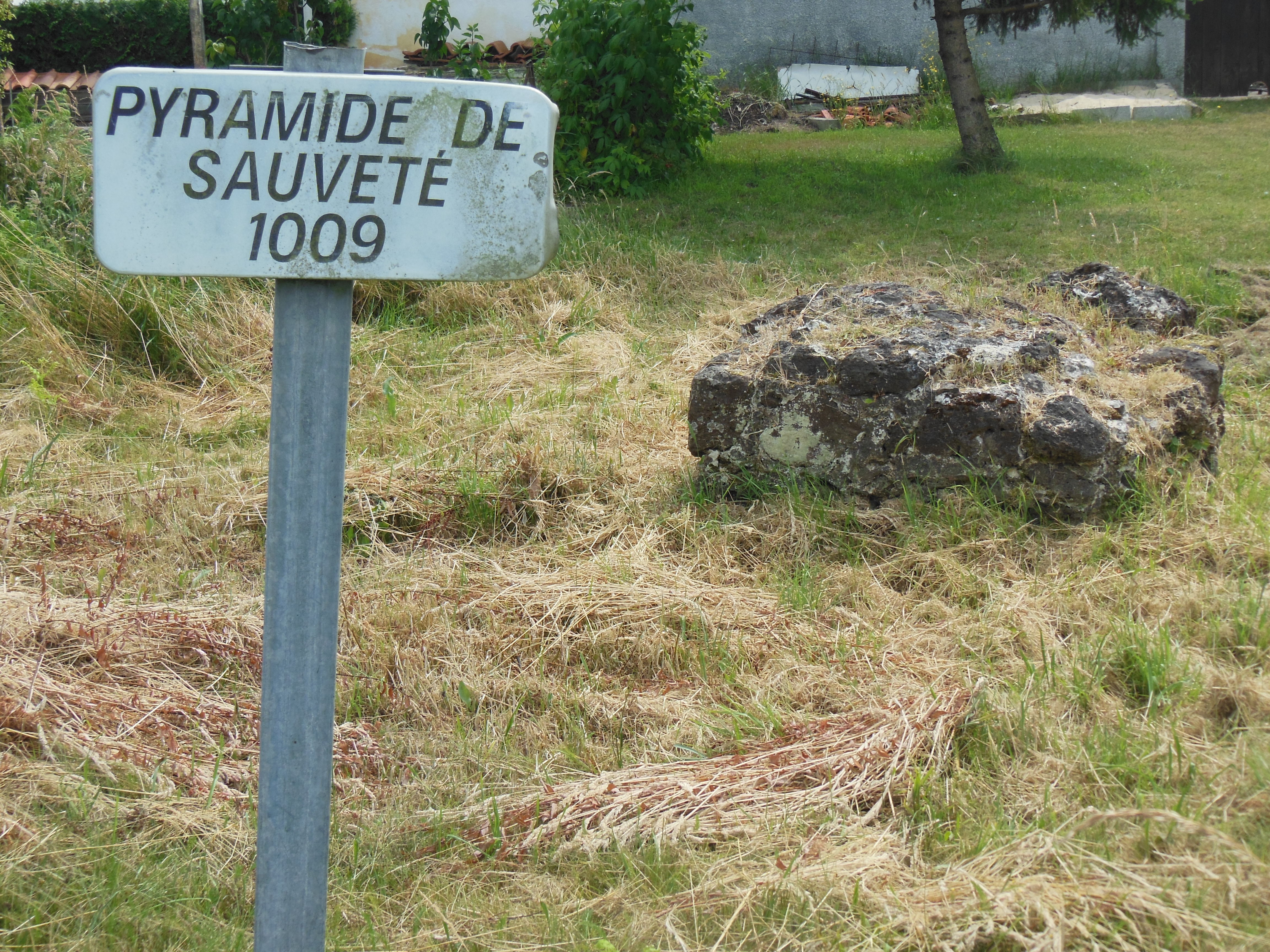
Vestige de la borne de Cadette, proche de l'avenue des Castors.
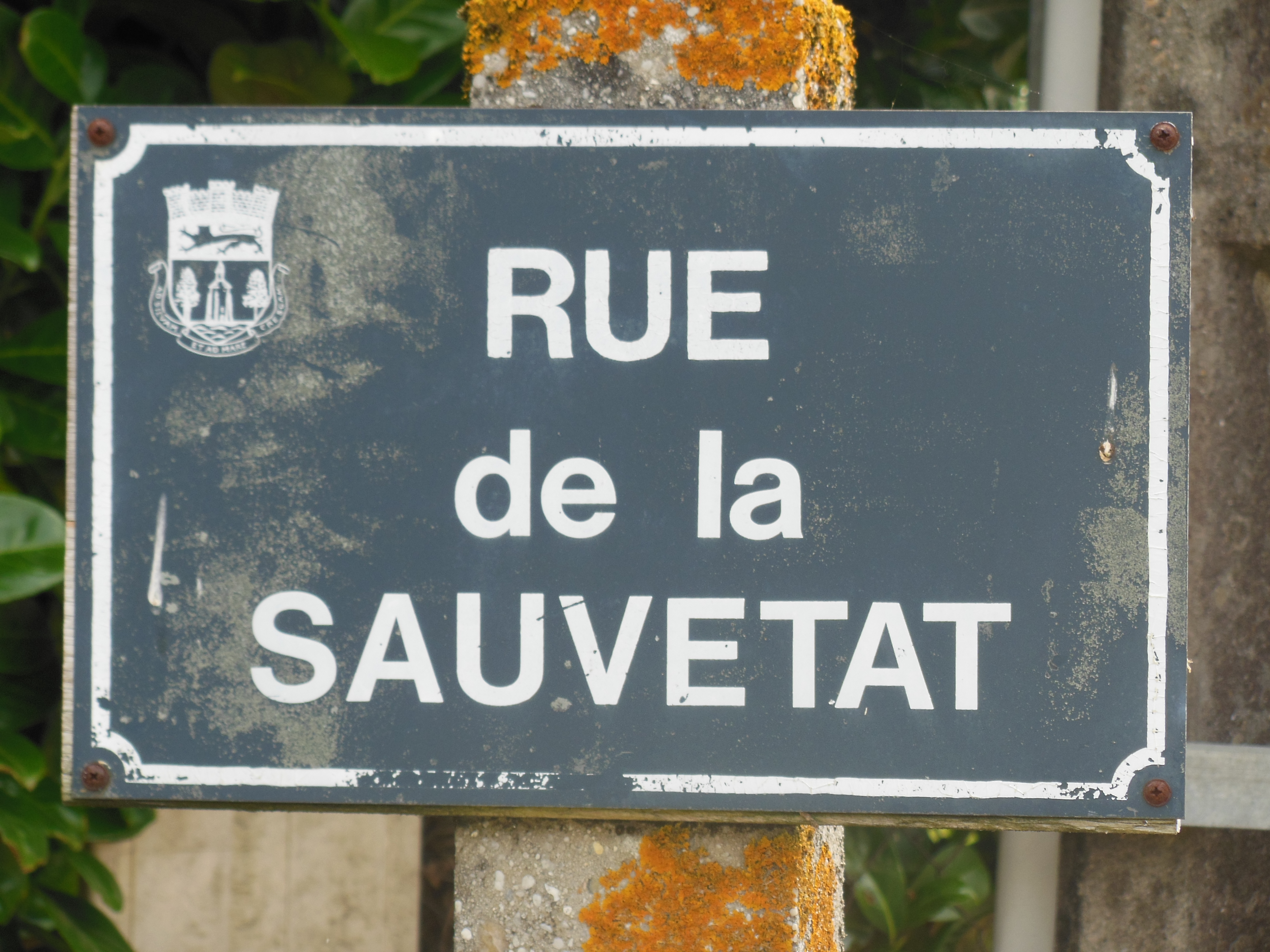
Rue de la Sauvetat de Mimizan-Bourg.
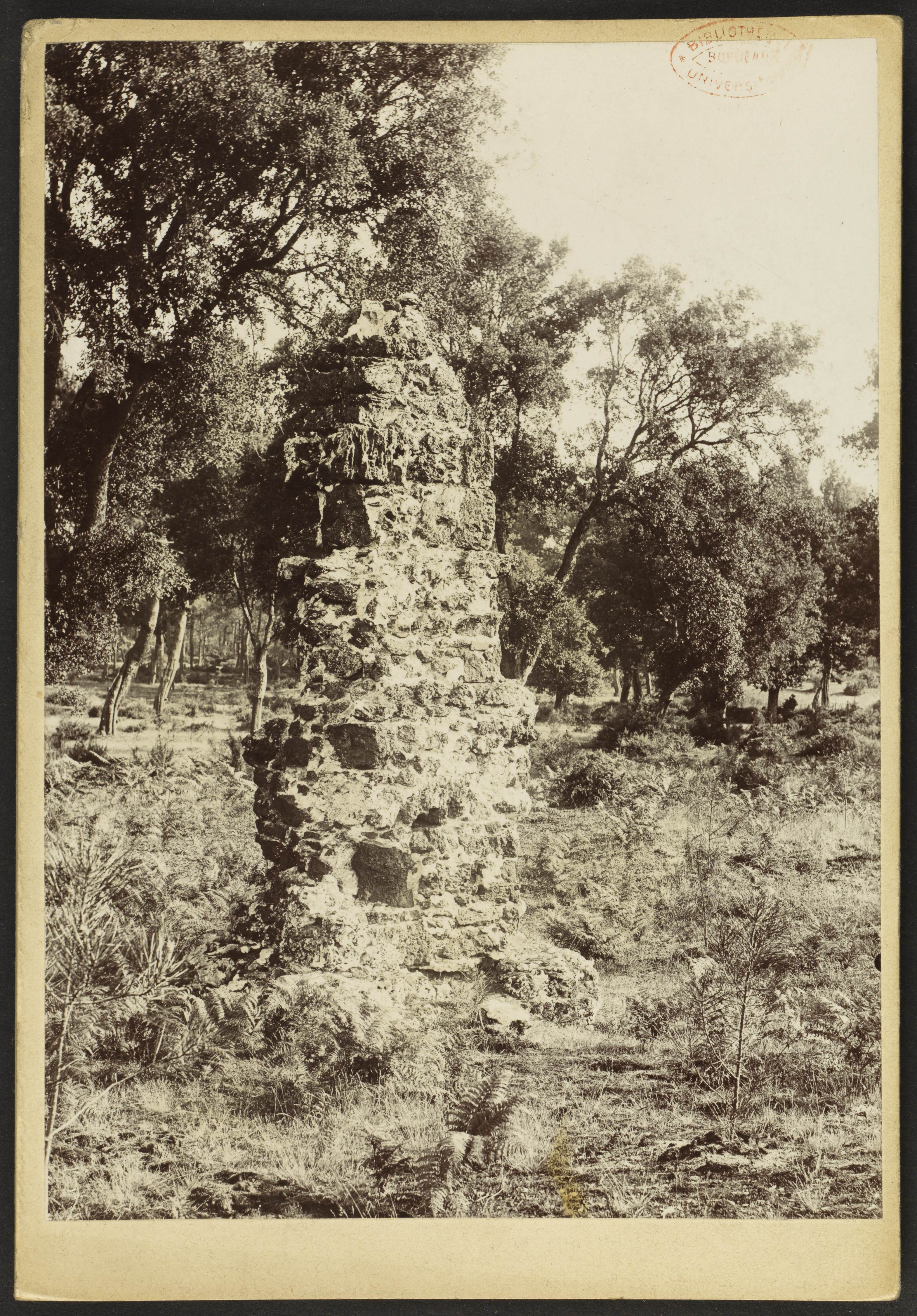
Photo de 1884 de Jean-Auguste Brutails.
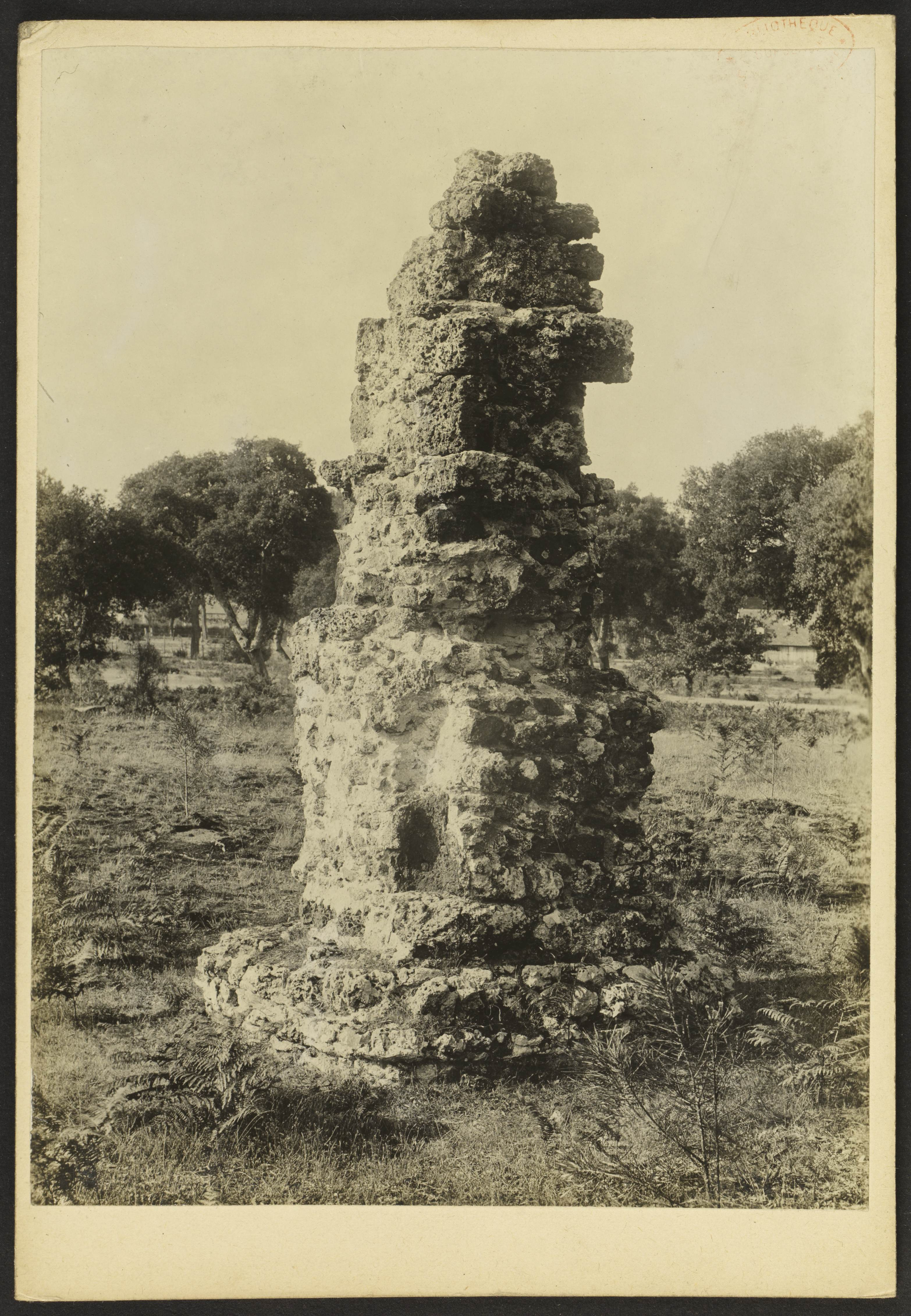
Borne de sauveté, Brutails.